# Братя Борисенко
Братя Борисенко (на украински: Брати Борисенки) са украински музикален дует. Групата е съставена от братята близнаци Владимир Борисенко и Александър Борисенко.

## Биография
Владимир и Александър са родени в Днепропетровск. Бащата на братята е строителен инженер, а майка им е счетоводител. Имат по-голям брат – Димитри. Владимир е по-голям със 7 минути от Александър.

## Кариера
През 2009 г. дуетът взима участие в първия сезон на шоуто „Украйна има талант“ (на украински: Україна має талант). През 2009 г. те стават участници в шоуто „Фабрика за звезди“ (на украински: Фабрика зірок). В коледна нощ изпълнителите заемат 4 място във финала на шоуто.
След края на участието си във „Фабрика за звезди“ братя подписат договор с украинския телевизонен канал „Нов канал“.
За 4 години кариера братя издават 9 сингъла и заснемат 6 клипа.

## Сингли
- 2009 – „Не трогай мой плеер“
- 2010 – „Пусть я маленького роста“
- 2010 – „Колдовала зима“
- 2011 – „Любовь с первого взгляда“
- 2011 – „Я герой“
- 2011 – „Я просто счастлив“
- 2012 – „Мама“
- 2012 – „Ну что ты хочешь?“
- 2013 – „Лети (Вдвоём)“

## Клипове
- 2010 – „Колдовала зима“
- 2011 – „Любовь с первого взгляда“
- 2011 – „Я герой“
- 2012 – „Я ПРОСТО СЧАСТЛИВ“
- 2012 – „Ну что ты хочешь“
- 2013 – „Вдвоём“